# Auguste Lahoulle
Auguste Joseph Marie Lahoulle (19 février 1891 à Auray - 17 avril 1959 à Rabat, au Maroc) est un as de l'aviation français de la Première Guerre mondiale, au cours de laquelle il remporte dix victoires aériennes homologuées. Il prend également part à la Seconde Guerre mondiale qu'il termine au grade de général.

## Engagement militaire avant la Première Guerre mondiale
Le 10 octobre 1910, Auguste Lahoulle s'engage dans l'armée pour une durée de quatre années. Il est promu au grade de brigadier et envoyé à l'École spéciale militaire de Saint-Cyr comme aspirant, le 12 octobre 1911. Affecté à la cavalerie à la sortie de Saint-Cyr, il est nommé sous-lieutenant. Lahoulle sert sous les drapeaux du 2e régiment de dragons et du 25e régiment de dragons.

## Première Guerre mondiale
Lorsque la guerre éclate, il fait partie des premiers blessés graves, le 9 août 1914, et il est hospitalisé. Le 1er octobre, il est promu au grade de lieutenant ; le 21 décembre, après cinq mois de convalescence, il retourne au combat. Neuf jours plus tard, il est fait chevalier de la Légion d'honneur.
Le 13 avril 1916, il est affecté à l'aviation et commence une formation d'observateur/tireur à bord de biplaces. Le 19 mai, il est affecté à l'Escadrille 48 en tant qu'observateur dans un Nieuport. Le 4 janvier 1917, il est transféré à l'Escadrille 23; le 28 janvier, il est envoyé à Avord pour y suivre une formation de pilote. Le 18 mai 1917, il reçoit le brevet de pilote militaire no 4817 avant d'être envoyé à Pau, le 24 juillet, pour parfaire sa formation. Le 18 septembre 1917, il est muté à l'Escadrille N12 ('N' signifiant que ses pilotes volant en Nieuport), avant de retourner à l'Escadrille N48 le 16 octobre.
Le 19 janvier 1918, il part pour l'Escadrille 57 comme pilote de SPAD. Deux mois plus tard, le 23 mars, Lahoulle fait équipe avec Marcel Haegelen ainsi qu'avec Jean Chaput pour abattre et capturer l'as allemand Erich Thomas (de), qui avait détruit plusieurs ballons d'observation français, aux commandes de son Albatros D.V. Le trio abat également un second Albatros qui accompagnait Thomas. 
Deux jours plus tard, Lahoulle est choisi pour commander l'Escadrille 154. Il remporte sa première victoire avec cette escadrille le 1er avril, faisant équipe avec Xavier Moissinac pour détruire un ballon d'observation au-dessus de Fresnoy-en-Chaussée, pour sa troisième victoire. Au mois de mai, Lahoulle abat trois pilotes allemand, volant sur des Fokker D.VII, deux de ces victoires sont partagées avec Moissinac. Le 16 juin, Lahoulle remporte un nouveau succès contre un chasseur ennemi. Puis, le 15 juillet, dans ce qui reste comme la journée de guerre la plus victorieuse pour Lahoulle, il abat, avec Michel Coiffard et quelques autres pilotes français, trois ballons d'observation allemands au-dessus de Goussancourt. Le jour même, Lahoulle est à nouveau gravement blessé et hospitalisé. 
Il est fait Officier de la Légion d'honneur, le 5 août 1918. Il termine la guerre décoré de la Croix de Guerre avec sept palmes, une étoile de vermeil et une étoile de bronze. Le 1er novembre 1918, il est nommé Sous-Secrétaire d'État à l'aviation.

## Engagement militaire après la Première Guerre mondiale
Après la guerre, il dirige et enseigne dans une école de pilotage à Dijon, où il avait été formé.
Il est fait Commandeur de la Légion d'honneur. Lahoulle reste sous les drapeaux entre 1910 et 1942. Pendant la Seconde Guerre mondiale, Lahoulle sert en Afrique. En 1942, il commande une escadrille de chasseurs basés à Rabat, au Maroc. Il finit la guerre au grade de général.
Auguste Joseph Marie Lahoulle meurt à Rabat, le 17 avril 1959.

## Divers
Une rue d'Auray (Morbihan), sa ville natale, a été nommée en mémoire d'Auguste Lahoulle.

## Ouvrages
- (en) Norman Franks, Over the front : a complete record of the fighter aces and units of the United States and French Air Services, 1914-1918, Londres, Grub Street, 1992 (ISBN 978-0-948817-54-0 et 0-948-81754-2, lire en ligne).